# Араповић
Араповић је углавном хрватско презиме, али се у мањем броју среће и међу Бошњацима. Људи са именом укључују:
- Борислав Араповић (рођен 1935), босанско-хрватски пјесник, лингвиста и књижевник
- Марко Араповић (рођен 1996), хрватски кошаркаш
- Фарис Араповић (1970-2019), босански бубњар, члан Забрањеног пушења и Сиктера
- Фрањо Араповић (рођен 1965), хрватски кошаркаш